# Rima Euler
La Rima Euler è una struttura geologica della superficie della Luna.